# F. D. C. Willard
F. D. C. Willard (* 1968 in Holt, Michigan; † 1982 in Haslett, Michigan) war eine Siamkatze namens Chester, unter deren Namen als bislang einzig bekannt gewordenes Exemplar ihrer Art international zwei Arbeiten zur Tieftemperaturphysik in wissenschaftlichen Fachzeitschriften veröffentlicht wurden, einmal als Koautor und das andere Mal als alleiniger Verfasser.

## Hintergrund
Der US-amerikanische Physiker und Mathematiker Jack H. Hetherington, Michigan State University, wollte 1975 einige seiner Forschungsergebnisse aus dem Bereich der Tieftemperaturphysik in den Physical Review Letters, einer renommierten Fachzeitschrift, veröffentlichen. Ein Kollege, dem er seinen Aufsatz zur Durchsicht gegeben hatte, machte ihn auf die häufige Verwendung der ersten Person Plural (Pluralis Auctoris) darin aufmerksam und wies ihn darauf hin, dass die Zeitschrift Artikel in dieser Form ablehne, sofern lediglich ein einziger Autor dafür zeichne. Anstatt den Artikel noch einmal mit entsprechenden Korrekturen abzuschreiben oder sich einen Koautor zu suchen, beschloss Hetherington, einen solchen zu erfinden.

## Veröffentlichungen

F. D. C. Willards Signatur

Hetherington besaß eine Siamkatze namens Chester, die von einem Kater mit dem Namen Willard stammte. Der Mode mehrerer Vornamen folgend, erfand er in der Manier biologischer Art-Namen für seine Hauskatze weitere Vornamen dazu: Felis domesticus, und kürzte diese entsprechend ab: F. D. C. Sein Artikel mit dem Titel „Two-, Three-, and Four-Atom Exchange Effects in bcc ³He“, verfasst von J. H. Hetherington und F. D. C. Willard, wurde von der Zeitschrift angenommen und in der Nummer 35 vom November 1975 veröffentlicht.
Auf der 15. internationalen Konferenz für Tieftemperaturphysik im Jahr 1978 in Grenoble wurde der ebenfalls eingeladene Zweitautor enttarnt; Hetherington hatte das Andruckexemplar seines Artikels mit den Pfotenabdrücken seines Koautors signiert und in einigen Kopien an Freunde und Kollegen verschickt. Gleichwohl erschien, nunmehr allein von F. D. C. Willard, ein Aufsatz mit dem Titel „L’hélium 3 solide. Un antiferromagnétique nucléaire“, veröffentlicht im September 1980 in der französischen populärwissenschaftlichen Zeitschrift La Recherche. Anschließend verschwand Willard als Autor aus der Fachwelt.

## Rezeption
Durch die Enttarnung des Zweitautors wurde Hetheringtons Physical-Review-Aufsatz, der des Öfteren referenziert wurde, weltbekannt und die Koautorschaft bildete Legenden. So wird erzählt, dass bei Anfragen an Hetheringtons Institut an der Michigan State Universität bei seiner Abwesenheit gern auf den Koautor verwiesen worden sei. Auch habe, wie es gelegentlich heißt, die Zusammenarbeit auf Grund inhaltlicher Differenzen ein Ende gefunden. F. D. C. Willard tauchte wiederholt in Fußnoten auf, in denen ihm für „hilfreiche Diskussionsbeiträge“ oder mündliche Mitteilungen gedankt wurde.